# Manuel Martínez Carril
Manuel Martínez Carril (Montevideo, 22 de febrero de 1938 - Montevideo, 3 de agosto de 2014) fue un crítico de cine, periodista y profesor uruguayo. En 1967 ingresó a Cinemateca Uruguaya (institución fundada en 1952) como curador de películas, junto a Luis Elbert. Fue director coordinador de Cinemateca durante 27 años, desde 1978, y director honorífico desde su jubilación hasta su fallecimiento.

## Biografía
Conocido como «Manolo», trabajó de 1962 a 1964 en el Departamento de Publicaciones de la Universidad de la República. Entre 1961 y 1964 fue secretario de redacción de Gaceta de la Universidad. Formó parte de la dirección del Cine Club del Uruguay entre 1960 y 1971 y escribió en su revista y en sus programas. Presidió la Asociación de Críticos Cinematográficos del Uruguay en los años 1960.
Martínez Carril describió los años 1960 en Uruguay desde el punto de vista de la crítica cinematográfica: «Hubo un momento que en Montevideo hubo casi más críticos cinematográficos en ejercicio que periodistas. Fue en la década del sesenta, cuando Cine Club y Cine Universitario publicaban materiales críticos e informativos sobre cada película que exhibían. En un impulso indiscriminado jóvenes a veces adolescentes, se echaban a escribir y descubrían ellos mismos el cine como fenómeno creativo.»
En 1967 ingresó, junto a Luis Elbert, como curador de películas a Cinemateca Uruguaya (institución fundada en 1952). Según sus palabras:

«Ingresé a Cinemateca en 1967, como curador de películas, con el colega Luis Elbert, cuando la institución parecía que no iba a sobrevivir.»

A partir de 1978, fue director coordinador durante 27 años. Entre 1977 y 1980 fue director de cursos de la Escuela de Cinematografía de Cinemateca. Al jubilarse fue nombrado director honorífico, título que conservó hasta su fallecimiento.
En 1973 obtuvo un cargo en la cátedra de Filmología del Instituto de Cinematografía de la UDELAR, pero no pudo ejercer debido a la intervención militar después del golpe militar.
Se destacó por su gestión a favor de la conservación del patrimonio fílmico, el impulso de las cinetecas nacionales y por la difusión del cine de calidad en América Latina.
Por su trayectoria como crítico de cine y gestor al frente de Cinemateca fue nombrado Ciudadano Ilustre de la Ciudad de Montevideo (2012), Caballero de las Artes y las Letras de Francia (1990), Cavaliere de la República Italiana, la Orden al Mérito de Chile (1992) y la Orden del Mérito Cultural del gobierno de Polonia (2003). En 1996 obtuvo el premio Morosoli de Plata y en 2003 el Morosoli de Oro por su aporte cultural.
Entre 1981 y 2009 dirigió el Festival Cinematográfico Internacional del Uruguay, director artístico del festival Un Cine de Punta y programador de Mercocine. Formó parte del jurado de varios festivales de cine, entre ellos los de San Sebastián, Gramado, Valdivia, Viña del Mar, Mar del Plata y Huesca, entre otros.
Colaboró en varios medios de prensa, desde sus inicios en el El Popular, como La Mañana (entre 1958 y 1965), en el semanario Brecha, entre otros como Izquierda, Última Hora, El Eco, Ya, etc. En radio estuvo en El Espectador (1968-71) y en CX 30 Radio Nacional.
Fue autor y coautor de varios libros sobre crítica e historia del cine. Codirigió y coprodujo cortos y largometrajes y apareció como actor en películas de Federico Veiroj.

## Obras

### Cine
- En el muelle (cortometraje, codirector con Miguel Pereyra, 1959).
- Montevideo (cortometraje, organización de producción, dirigido por Omar Parada para el Instituto de Cinematografía de la Universidad de la República - ICUR, 1968-1970).
- ¡Ay, Uruguay! (largometraje, codirección de producción, codirigido por Miguel Castro, José Bouzas y Juan Carlos Rodríguez Castro, para Cinemateca Uruguaya, Cine Club y Cine Universitario del Uruguay, 1973). El golpe militar interrumpió el rodaje en la tercera de cuatro historias e incautó los materiales. Existen copiones de los episodios ya rodados.

Actor
- Bregman, el siguiente (cortometraje, Federico Veiroj, 2004).
- Acné (largometraje, Federico Veiroj, 2008)
- La vida útil (largometraje, Federico Veiroj, 2010).

Entrevista
- 50 años de Cinemateca Uruguaya (cortometraje, 2003)

### Ensayo y crítica
- Turismo en el Uruguay (Aljanati Editor, Montevideo, 1965).
- USA: Los tres rostros del cine (coautor con Luis Elbert y Jorge Traverso, Biblioteca Artigas-Washington, Montevideo, 1976).
- Luis Buñuel (Cinelibros, Cinemateca Uruguaya, Montevideo, 1984).
- 50 años de Cinematecas en América Latina (Opúsculo, Consejo Nacional de la Cultura, CONAC, Caracas, 1990).
- La historia no oficial del cine uruguayo (1898 – 2002) (coautor con Guillermo Zapiola, Ediciones de la Banda Oriental, Montevideo, 2002).
- Capítulo Cine, en 20 años de democracia (Uruguay 1985-2005).
- Miradas múltiples (volumen colectivo dirigido por Gerardo Caetano, Taurus/Alfaguara, Montevideo, 2005).
- Diccionario del cine español e iberoamericano, voces de Uruguay (volumen colectivo coordinado por Iván Giroud, Instituto Complutense/SGAC, Madrid 2007).
- La batalla de los censores/Cine y censura en Uruguay (Irrupciones Grupo Editor, Montevideo, 2013).